# Strawberry Avalanche
Singles de Owl City
Christmas Song
(2008) Hot Air Balloon
(2009)
Strawberry Avalanche est un single d'Owl City. La chanson a été ajoutée dans l'album Ocean Eyes (Deluxe Edition) sorti en 2010.